# Say So
"Say So" (tạm dịch: "Nói vậy") là một bài hát của ca sĩ kiêm rapper người Mỹ Doja Cat, được phát hành dưới dạng đĩa đơn thứ năm trong album phòng thu thứ hai của cô Hot Pink (2019). Nó được gửi đến đài phát thanh Mỹ vào ngày 28 tháng 1 năm 2020. Bài hát được viết bởi Doja Cat, Lydia Asrat, Yeti Beats và Lukasz Gottwald. Bài hát được sản xuất bởi Dr. Luke, dưới bút danh Tyson Trax. Nó đã trở nên phổ biến sau khi một điệu nhảy được tạo bởi người dùng TikTok, Haley Sharpe đã lan truyền trên nền tảng này.
Sau khi phát hành hai bản phối lại với rapper Nicki Minaj, bài hát đã lọt vào top 100 Billboard Hot 100 của Hoa Kỳ, giành được vị trí số một đầu tiên cho cả hai nghệ sĩ. Bài hát đứng đầu bảng xếp hạng đã được mô tả là sự thành công trở lại của nhà sản xuất Dr. Luke, sau vụ kiện với ca sĩ Kesha.
"Say So" đã được mô tả là một bài hát "ướt át, hấp dẫn" pop,  pop-rap và disco. Theo bản nhạc của bài hát được xuất bản tại Musicnotes.com bởi Sony / ATV Music Publishing, "Say So" được sáng tác theo phím của D Major và theo nhịp Tempo là 116 nhịp mỗi phút. Bài hát cũng lấy cảm hứng từ funk thập niên 1970 và đặc biệt là "Good Times" của Chic.
Vào tháng 11 năm 2019, Doja Cat đã công bố kế hoạch phát hành một video âm nhạc cho "Say So". Video âm nhạc cho "Say So" được phát hành vào ngày 27 tháng 2 năm 2020. Đó là một video theo phong cách "disco" lấy bối cảnh vào cuối những năm 1970 tại Los Angeles và được quay tại Khu nhà ở SheatsTHER Goldstein. Trong video, do Hannah Lux Davis đạo diễn, Doja xuất hiện trong một số trang phục "lung linh" khác nhau và dắt một con hổ bằng dây xích. Các tính năng hình ảnh Josué de La Vega là người yêu Doja và tính năng xuất hiện cameo từ TikTok sao Donte Colley và Haley Sharpe, sau này người trong số họ đã tạo ra vũ đạo virus cho bài hát. Bản thân điệu nhảy, khiến bài hát trở nên nổi tiếng, đã được xuất hiện trong video âm nhạc. Video âm nhạc này được quay hoàn toàn bằng máy ảnh kiểu 35 mm Scopitone.

## Danh sách bài hát
Jax Jones Midnight Snack Remix
1. "Say So" (Jax Jones Midnight Snack Remix) – 3:30

Friend Within Remix
1. "Say So" (Friend Within Remix) – 2:52

Snakehips Remix
1. "Say So" (Snakehips Remix) – 3:20

## Xếp hạng
| Bảng xếp hạng (2020)                        | Vị trí cao nhất |
| ------------------------------------------- | --------------- |
| Argentina (Argentina Hot 100)               | 16              |
| Úc (ARIA)                                   | 4               |
| Áo (Ö3 Austria Top 40)                      | 21              |
| Bỉ (Ultratop 50 Flanders)                   | 7               |
| Bỉ Urban (Ultratop Flanders)                | 4               |
| Bỉ (Ultratop 50 Wallonia)                   | 11              |
| Brazil (Top 100 Brasil)                     | 63              |
| Bulgaria (PROPHON)                          | 9               |
| Canada (Canadian Hot 100)                   | 4               |
| Canada CHR/Top 40 (Billboard)               | 1               |
| Canada Hot AC (Billboard)                   | 11              |
| CIS (Tophit)                                | 3               |
| Colombia (National-Report)                  | 75              |
| Croatia (HRT)                               | 9               |
| Cộng hòa Séc (Singles Digitál Top 100)      | 18              |
| Đan Mạch (Tracklisten)                      | 9               |
| El Salvador (Monitor Latino)                | 10              |
| Estonia (Eesti Tipp-40)                     | 5               |
| Châu Âu Digital Song Sales (Billboard)      | 13              |
| Phần Lan (Suomen virallinen lista)          | 13              |
| Pháp (SNEP)                                 | 9               |
| Đức (GfK)                                   | 38              |
| Hy Lạp (IFPI)                               | 13              |
| Hungary (Stream Top 40)                     | 14              |
| Iceland (Tonlist)                           | 5               |
| Ireland (IRMA)                              | 4               |
| Ý (FIMI)                                    | 46              |
| Nhật Bản Hot Overseas (Billboard)           | 9               |
| Latvia (Latvijas Top 40)                    | 1               |
| Lebanon (OLT20)                             | 5               |
| Lithuania (AGATA)                           | 5               |
| Malaysia (RIM)                              | 2               |
| Mexico (Monitor Latino)                     | 2               |
| Mexico Airplay (Billboard)                  | 1               |
| Hà Lan (Dutch Top 40)                       | 12              |
| Hà Lan (Single Top 100)                     | 9               |
| New Zealand (RMNZ)                          | 3               |
| Na Uy (VG-lista)                            | 19              |
| Ba Lan (Polish Airplay Top 100)             | 32              |
| Bồ Đào Nha (AFP)                            | 17              |
| Rumani (Airplay 100)                        | 26              |
| Nga Airplay (Tophit)                        | 2               |
| Scotland (OCC)                              | 9               |
| Singapore (RIAS)                            | 4               |
| Slovakia (Rádio Top 100)                    | 58              |
| Slovakia (Singles Digitál Top 100)          | 26              |
| Nam Hàn Quốc (Gaon)                         | 160             |
| Tây Ban Nha (PROMUSICAE)                    | 80              |
| Thụy Điển (Sverigetopplistan)               | 17              |
| Thụy Sĩ (Schweizer Hitparade)               | 15              |
| Anh Quốc (OCC)                              | 2               |
| Hoa Kỳ Billboard Hot 100Nicki Minaj Version | 1               |
| Hoa Kỳ Adult Pop Airplay (Billboard)        | 15              |
| Hoa Kỳ Dance/Mix Show Airplay (Billboard)   | 1               |
| Hoa Kỳ Hot R&B/Hip-Hop Songs (Billboard)    | 1               |
| Hoa Kỳ Pop Airplay (Billboard)              | 1               |
| Hoa Kỳ Rhythmic (Billboard)                 | 1               |
| Hoa Kỳ Rolling Stone Top 100                | 9               |

## Chứng nhận doanh số
| Quốc gia | Chứng nhận | Số đơn vị/doanh số chứng nhận |
| --- | ---------- | ----------------------------- |
| Úc (ARIA) | Bạch kim   | 70.000‡                       |
| México (AMPROFON) | Vàng       | 30.000‡                       |
| New Zealand (RMNZ) | Bạch kim   | 30.000‡                       |
| Bồ Đào Nha (AFP) | Vàng       | 10,000‡                       |
| Anh Quốc (BPI) | Vàng       | 400.000‡                      |
| Hoa Kỳ (RIAA) | Bạch kim   | 1.000.000‡                    |
| * Chứng nhận dựa theo doanh số tiêu thụ. ^ Chứng nhận dựa theo doanh số nhập hàng. ‡ Chứng nhận dựa theo doanh số tiêu thụ và phát trực tuyến. |            |                               |

## Lịch sử phát hành
| Quốc gia       | Ngày                | Định dạng                 | Hãng đĩa     | Ng.    |
| -------------- | ------------------- | ------------------------- | ------------ | ------ |
| Nhiều quốc gia | 7 tháng 11 năm 2019 | Tải kỹ thuật số streaming | Kemosabe RCA | [ 83 ] |
| Vương quốc Anh | 24 tháng 1 năm 2020 | Đài phát thanh đương đại  | Kemosabe RCA | [ 84 ] |
| Hoa Kỳ         | 28 tháng 1 năm 2020 | Đài phát thanh đương đại  | Kemosabe RCA | [ 85 ] |
| Ý              | 31 tháng 1 năm 2020 | Đài phát thanh đương đại  | Sony         | [ 86 ] |
| Hoa Kỳ         | 4 tháng 2 năm 2020  | Rhythmic đương đại        | Kemosabe RCA | [ 87 ] |
| Nhiều quốc gia | 1 tháng 5 năm 2020  | Đĩa đơn vinyl CD          | Kemosabe RCA | [ 88 ] |

## Phiên bản phối lại hợp tác cùng Nicki Minaj
Doja Cat đã công bố bản phối lại bài hát có sự góp giọng của Nicki Minaj trước ngày phát hành, ngày 1 tháng 5 năm 2020.
Thể hiện sự ngưỡng mộ đối với Minaj, Doja Cat đã nói rằng việc hợp tác cho bản phối lại diễn ra một cách tự nhiên. Sau những tin đồn về sự hợp tác, phiên bản gốc của ca khúc đã bị rò rỉ trực tuyến.
Được sản xuất bởi Dr. Luke, giai điệu này gần giống với bản gốc với 808 bản bổ sung và sự pha trộn trong tiến trình ghi chú cho phần của Minaj. Althea Legapsi của Rolling Stoneđã mô tả "bài hát pop theo phong cách retro" là "sassy". Bài hát tham khảo Naomi Campbell, Cassie và Lauryn Hill. Vào ngày 8 tháng 5 năm 2020, một phiên bản có chứa phần lời gốc của Minaj đã được phát hành.
Sau khi phát hành bản phối lại có Minaj, "Say So" đã đạt vị trí số một trên Billboard Hot 100 của Hoa Kỳ, trở thành bài hát số một đầu tiên của Doja Cat và Minaj trên bảng xếp hạng. Bản phối lại cũng đánh dấu sự hợp tác nữ đầu tiên kể từ "Fancy" của Iggy Azalea kết hợp với Charli XCX (2014) đạt đỉnh trên bảng xếp hạng. Minaj cũng phá vỡ kỷ lục vì có thời gian chờ đợi lâu nhất để đạt vị trí số một trên Hot 100, khi bản phối lại trở thành tác phẩm thứ 109 của cô trên bảng xếp hạng. Khoảng 90% phát sóng radio của bài hát là dành cho phiên bản solo gốc, do đó Minaj không được ghi nhận là nghệ sĩ trên bất kỳ bảng xếp hạng phát sóng nào. Bài hát đứng đầu bảng xếp hạng đã được mô tả là sự trở lại của nhà sản xuất Dr. Luke, sau vụ kiện với ca sĩ Kesha.

### Danh sách bài hát
Say So (hợp tác với Nicki Minaj)
1. "Say So" (hợp tác với Nicki Minaj) – 3:26

Say So (Phiên bản gốc) [hợp tác với Nicki Minaj]
1. "Say So" (hợp tác với Nicki Minaj) [Phiên bản gốc] − 3:26

### Xếp hạng
| Bảng xếp hạng (2020)                     | Vị trí cao nhất |
| ---------------------------------------- | --------------- |
| Canada (Canadian Hot 100)                | 3               |
| Lithuania (AGATA)                        | 93              |
| New Zealand Hot Singles (RMNZ)           | 5               |
| Hoa Kỳ Billboard Hot 100                 | 1               |
| Hoa Kỳ Hot R&B/Hip-Hop Songs (Billboard) | 1               |
| Hoa Kỳ Rolling Stone Top 100             | 2               |

### Lịch sử phát hành
| Quốc gia       | Ngày               | Định dạng                                  | Phiên bản                      | Hãng đĩa     | Ng.           |
| -------------- | ------------------ | ------------------------------------------ | ------------------------------ | ------------ | ------------- |
| Nhiều quốc gia | 1 tháng 5 năm 2020 | Tải kỹ thuật số streaming đĩa đơn vinyl CD | Phối lại                       | Kemosabe RCA | [ 88 ] [ 91 ] |
| Ý              | 4 tháng 5 năm 2020 | Đài phát thanh đương đại                   | Phối lại                       | Sony         | [ 102 ]       |
| Nhiều quốc gia | 8 tháng 5 năm 2020 | Tải kỹ thuật số streaming                  | Phiên bản gốc của bản phối lại | Kemosabe RCA | [ 90 ]        |